# LM5
LM5 é o quinto álbum de estúdio do girl group britânico Little Mix, lançado em 16 de novembro de 2018 pela Syco Music e Columbia Records. O álbum foi produzido por Maegan Cottone, Steve Mac, Cheat Codes e Digital Farm Animals. O grupo participou de grande parte da produção compondo algumas canções. A banda afirmou que elas se inspiraram para nomear o álbum LM5 porque "amam o que [seus fãs têm] chamado cada uma das nossas eras ao longo dos anos". Isso é baseado na prática com um dos fãs em promover o futuro álbum, ainda sem nome, nas mídias sociais com uma hashtag contendo as iniciais do artista e o número do álbum. Esse foi o último álbum do grupo lançado pela Syco, depois que as integrantes assinaram um contrato com a RCA Records
Apesar do álbum possuir apenas participações femininas como Nicki Minaj, Sharaya J e Kamille nas canções "Woman Like Me", "Strip" e "More Than Words", respectivamente; o single "Only You" com trio de DJs Cheat Codes está inclusa na versão japonesa do disco. O primeiro single, "Woman Like Me", com participação da rapper trinidiana-estadunidense Nicki Minaj, foi lançado em 12 de outubro de 2018 e estreou na quinta posição da UK Singles Chart, alcançando mais tarde a posição número 2 na tabela. O álbum estreou na terceira posição no UK Singles Charts com vendas acimas de 57 mil cópias.

## Antecedentes
No início de fevereiro de 2018, Leigh-Anne Pinnock confirmou que o álbum seria lançado no final do ano entre outubro-novembro, e que será seguido por uma turnê em 2019. As garotas também confirmaram que seu quinto álbum de estúdio contará com mais colaborações femininas e mais sobre emponderamento feminino. Jade confirmou pelo instagram em 11 de março de 2018 que a primeira música do álbum já tinha sido gravada.
Em uma entrevista a revista Vice as garotas confirmaram as faixas "Strip" e "Woman's World", sendo esta ultima coescrita por Jade e seu namorado, Jed Elliott, sendo inspirada no movimento #MeToo.
Em 15 de outubro de 2018, Little Mix confirmou a data de lançamento em suas redes sociais junto com o nome do álbum, bem como a arte da capa das versões padrão, deluxe e super deluxe — a edição deluxe conterá quatro faixas bônus, enquanto a edição super deluxe conterá além das faixas bônus, um livro de capa dura com notas escritas à mão pelo grupo. O nome do álbum faz referência a como os fans o chamavam antes de sabe o nome do mesmo, assim o grupo quis fazer uma "homenagem" aos fãs. Prática comum dos fãs em promover o futuro álbum, ainda sem nome, nas mídias sociais com uma hashtag contendo as iniciais do artista e o número do álbum. O álbum ficou disponível para ser pré-encomendado em todo o mundo em 19 de outubro de 2018. A tracklist do álbum foi revelada através das plataformas de mídia social do grupo em 17 de outubro de 2018.

## Singles
"Woman Like Me", foi lançada em 12 de outubro de 2018 como o primeiro single do álbum.  A canção estreou em quinto lugar na UK Singles Chart rendendo ao grupo sua décima terceira canção a listar-se nas dez primeiras colocações da tabela, na semana seguinte a canção subiu duas posições indo parar em segundo lugar.  O vídeo musical correspondente, dirigido por Marc Klasfeld, foi lançado duas semanas após a faixa e retrata em várias cenas, críticas de como uma mulher deve ser portar diante a sociedade. A canção entrou no top 10 de nove países como, Reino Unido, Escócia, Irlanda, Bélgica, entre outros. Foi certificado como platina no Brasil, Austrália e prata no Reino Unido.
Em 21 de janeiro de 2019 o grupo anunciou "Think About Us" como sendo o segundo single do álbum, a canção é um remix com rapper Ty Dolla Sign. Um dia depois o grupo anunciou que o single estaría disponível nas plataformas de streaming no dia 25 de janeiro e o vídeo clipe no dia 1 de fevereiro daquele mesmo ano.

### Singles promocionais
"Joan of Arc" foi lançada em 2 de novembro de 2018 como primeiro single promocional do álbum. "Told You So" foi lançada como segundo single promocional em 9 de novembro de 2018. "The Cure" foi liberada em 13 de novembro de 2018 como o terceiro single promocional. No dia do lançamento do álbum dois clipes foram lançados, um para a canção 'Strip" e outro para a canção 'More Than Words"

## Recepção da crítica
| Críticas profissionais | Críticas profissionais |
| Pontuações agregadas   | Pontuações agregadas   |
| Fonte                  | Avaliação              |
| ---------------------- | ---------------------- |
| Metacritic             | 69/100                 |
| Avaliações da crítica  |                        |
| Fonte                  | Avaliação              |
| [ 24 ]                 | Attitude               |
| [ 25 ]                 | The Guardian           |
| 9/10                   | Hot Press              |
| 4/5                    | Idolator               |
| [ 28 ]                 | The Independent        |
| [ 29 ]                 | Metro                  |
| [ 30 ]                 | NME                    |
| [ 31 ]                 | The Times              |

Kate Solomon do Metro apontou que o álbum "está melhor do que o Glory Days do ano passado, mas ainda ricocheteia entre os estilos. Alguns elementos são puros. Little Mix Suas harmonias exuberantes permeiam até mesmo o hino mínimo 'Strip'." Ela ainda comentou: "LM5 tem um punhado de músicas destinadas a ser hits e se sente como um grupo de melhores amigos recebê-lo em seu rebanho." Joe Passmore da Attitude começou dizendo, 'soando' mais maduro é uma frase comum para artistas pop no circuito promocional de um novo álbum, mas o LM5 faz um esforço genuíno para se afastar do pop sempre contagiante mas muitas vezes Disney-fied que temos vindo a esperar deles ", e acrescentou que o som deste disco" é mais coeso, polido e confiante do que os seus dois últimos discos em particular ". Mike Nied da Idolator encontrou o álbum "cheio de riscos criativos ", e afirmou que "Low on filler e alta qualidade que preenche uma variedade de sons, LM5 é facilmente um dos melhores lançamentos da Little Mix até à data", considerando também "talvez o mais ambicioso." Michael Love Michael do Paper observou que a" coleção resultante é indiscutivelmente o seu lote de músicas mais edificante ainda."
Amy McMahon, da revista Hot Press, deu ao LM5 nove de dez possíveis, apreciando a música "The National Manthem" dizendo que "mostra o verdadeiro talento das garotas". Despojado de volta, sem batidas cativantes apenas lindas harmonias. com uma promessa à infância, dando o tom para o alto e orgulhoso álbum feminista que é. "Ela finalmente considerou o álbum como" feito por mulheres empoderadas para dar poder às mulheres". Hannah Mylrea, da NME, é da opinião de que o álbum não tinha melodias mas que "há momentos de brilho pop " e "liricamente é o mais maduro que já estiveram", concluindo que o disco "é a culminação do crescimento da banda nos últimos sete anos. Às vezes, musicalmente pode errar o alvo, mas com sua mensagem forte e relevante é um marco para a banda."
Alexis Petridis, do The Guardian, afirmou que o álbum "agrada a maioria das caixas de pop moderno", mas sentiu que era voltado para o mercado americano e que "o grupo muitas vezes destacava tanto em sotaque americano, mas em imitação de um sul profundo". murmurar rapper ". De acordo com Petridis, no entanto, "as falhas do LM5 não estão muito relacionadas com o enfoque norte-americano...São as falhas clássicas dos álbuns pop atuais: é muito longo, parece atraente em meio ao preenchimento padrão...mas a greve" No jornal da The Guardian, The Observer, Alim Kheraj também tinha sentimentos contraditórios, dizendo: "Os álbuns da Little Mix sempre lutaram para encontrar sua própria identidade, e o LM5 ainda deve muito ao flerte de Beyoncé com hip-hop e top-40. Alexandra Pollard, do The Independent, disse que o álbum "amarra os gêneros com o whiplash" - causando velocidade "e que" em alguns momentos, a coisa toda começa a parecer um pouco privativa", concluindo que "em última análise, apesar de alguns pontos altos, LM5 é tão espalhado, tanto tematicamente e musicalmente, que é difícil encontrar muito para agarrar".

## Lista de faixas
Lista de faixas adaptada do Twitter do grupo. A edição padrão do álbum contará com 14 faixas, enquanto as edições deluxe e super deluxe conterão 18 faixas cada.
| N.º            | Título                                     | Compositor(es) | Produtor(es)                        | Duração |  |
| 1.             | "The National Manthem"                     | Leigh-Anne Pinnock Jade Thirlwall Sarah Hudson James Abrahart Michael Woods Kevin White                                                                                |                                     | 0:29    |  |
| 2.             | "Woman Like Me" (com part. de Nicki Minaj) | Jess Glynne Ed Sheeran Onika Maraj Steve McCutcheon | Steve Mac                           | 3:48    |  |
| 3.             | "Think About Us"                           | Camille Purcell Linus Nordstrom Frank Nobel | Kamille • Goldfingers • Louis Bell  | 3:55    |  |
| 4.             | "Strip" (com part. de Sharaya J)           | Leigh-Anne Pinnock Jade Thirlwall Perrie Edwards Jesy Nelson Camille Purcell Christopher Crowhurst Sharaya Howell                                                      | Chris Loco • MNEK                   | 3:19    |  |
| 5.             | "Monster in Me"                            | Purcell Crowhurst Nordstrom Nobel Anna Jones | Matt Rad • Chris Loco • Goldfingers | 3:45    |  |
| 6.             | "Joan of Arc"                              | Leigh-Anne Pinnock Jade Thirlwall Hanni Ibrahim Patrick Patrikios Philip Plested Alexandra Shungudzo Govere                                                            | Loose Change                        | 3:11    |  |
| 7.             | "Love a Girl Right"                        | Pinnock Thirlwall Edwards Nelson Purcell Crowhurst Robert Suarez John Barrett Joseph "Pal Joey" Longo III Timothy Kelley Robert Robinson Mark Andrews Markquis Collins | Chris Loco                          | 3:02    |  |
| 8.             | "American Boy"                             | Pablo Bowman Richard Boardman Sarah Blanchard Cleo Tighe Rachel Furner                                                                                                 | Aaron Hibell • Louis Bell • The Six | 3:11    |  |
| 9.             | "Told You So"                              | Rachel Keen Uzoechi Emenike Eyelar Mirzazadeh | MNEK                                | 3:12    |  |
| 10.            | "Wasabi"                                   | Thirwall Emenike Michael Sabbath Govere | Mike Sabath • MNEK                  | 2:34    |  |
| 11.            | "More Than Words" (com part. de Kamille)   | Purcell Timothy Mosley Angel Lopez Federico Vindver Larrance Dopson Anya Jones                                                                                         | Timbaland • Team Timbo              | 3:18    |  |
| 12.            | "Motivate"                                 | Pinnock Thirlwall Edwards James Norton Ibrahim Patrikios Jenna Andrews Javier Gonzalez                                                                                 | Loose Change • Yei                  | 3:21    |  |
| 13.            | "Notice"                                   | Pinnock Thirlwall Sabbath Govere | Mike Sabath                         | 3:34    |  |
| 14.            | "The Cure"                                 | Purcell Thomas Barnes Peter Kelleher Benjamin Kohn | TMS                                 | 3:35    |  |
| Duração total: | Duração total:                             | Duração total: | Duração total:                      | 44:15   |  |

| Faixas bônus da edição deluxe |                              |                                                                                    |                                          |         |  |
| N.º                           | Título                       | Compositor(es)                                                                     | Produtor(es)                             | Duração |  |
| 15.                           | "Forget You Not"             | Anya Jones • Camille Purcell • Edvard Forre Erfjord • Henrik Michelsen             | Jorgen Odegard                           |         |  |
| 16.                           | "Woman's World"              | Thirwall Rachel Furner Jez Ashurst [ 32 ]                                          | Sam de Jong                              |         |  |
| 17.                           | "The Cure" (Stripped)        | Ben John • Camille Purcell • Pete Kelleher • Tom Barnes                            | TMS                                      |         |  |
| 18.                           | "Only You" (com Cheat Codes) | Trevor Dahl Kevin Ford Matthew Russell Richard Boardman Pablo Bowman Nicholas Gale | Dahl Digital Farm Animals Maegan Cottone | 3:09    |  |

| Faixa bônus da edição japonesa |                       |                                                                                    |                                          |         |  |
| N.º                            | Título                | Compositor(es)                                                                     | Produtor(es)                             | Duração |  |
| 19.                            | "Only You" (Acústico) | Trevor Dahl Kevin Ford Matthew Russell Richard Boardman Pablo Bowman Nicholas Gale | Dahl Digital Farm Animals Maegan Cottone | 3:09    |  |

## Charts

### Charts semanais
| Charts (2018)                         | Melhores posições |
| ------------------------------------- | ----------------- |
| Austrália (ARIA)                      | 8                 |
| Áustria (Ö3 Austria Top 40)           | 21                |
| Bélgica (Ultratop Flandres)           | 8                 |
| Bélgica (Ultratop Valônia)            | 51                |
| Canadá (Billboard)                    | 25                |
| República Tcheca (ČNS IFPI)           | 32                |
| Dinamarca (Hitlisten)                 | 16                |
| Países Baixos (Dutch Charts)          | 9                 |
| Estónia (Eesti Ekspress)              | 16                |
| França (SNEP)                         | 55                |
| Alemanha (Offizielle Deutsche Charts) | 22                |
| Irlanda (IRMA)                        | 2                 |
| Itália (FIMI)                         | 22                |
| Japão (Oricon)                        | 60                |
| Japão (Oricon International Albums)   | 15                |
| Japão (Billboard Japan)               | 56                |
| Nova Zelândia (RMNZ)                  | 6                 |
| Noruega (VG-lista)                    | 32                |
| Polónia (ZPAV)                        | 42                |
| Escócia (Official Scottish Albums)    | 2                 |
| Coreia do Sul (Gaon)                  | 16                |
| Eslovênia (ČNS IFPI)                  | 31                |
| Espanha (PROMUSICAE)                  | 8                 |
| Suécia (Sverigetopplistan)            | 28                |
| Suíça (Schweizer Hitparade)           | 22                |
| Reino Unido (Official Albums Chart)   | 3                 |
| Estados Unidos (Billboard 200)        | 40                |

### Tabelas de fim-de-ano
| Tabela musical (2018)              | Posição |
| ---------------------------------- | ------- |
| Bélgica Albums (Ultratop Flanders) | 185     |
| Irlanda Albums (IRMA)              | 27      |
| Reino Unido (Albums OCC)           | 19      |

## Certificações
| Brasil | PMB | Platina | 40,000‡  |
| Reino Unido | BPI | Platina | 300,000‡ |
| * Número de vendas definido com base apenas no nível de certificação. ^ Número de embarques definido com base apenas no nível de certificação. ‡vendas+streaming definido com base apenas no nível de certificação |     |         |          |

## Histórico de lançamento
| País  | Data                   | Formato                           | Edição            | Gravadora                 | Ref.   |
| ----- | ---------------------- | --------------------------------- | ----------------- | ------------------------- | ------ |
| Mundo | 16 de novembro de 2018 | CD • download digital • streaming | Standart • Deluxe | Columbia Records • RCA UK | [ 66 ] |
| Mundo | 7 de dezembro de 2018  | LP                                | Standart          | Columbia Records • RCA UK | [ 67 ] |